# 台灣往事
《台灣往事》由導演崔亮所執導，改編自作家張克輝著作的同名小說，於2017年5月22日在浙江橫店影視城開機，2017年9月18日全劇殺青。由左小青、劉以豪、簡嫚書、張書豪、程予希、侯彥西、黃薇渟、姬天語、尹昭德領銜主演。

## 播出時間及平台
| 播映日期      | 頻道     | 所在地 | 播出时间                                        |
| ------------- | -------- | ------ | ----------------------------------------------- |
| 2018年2月22日 | 浙江衛視 | 中国   | 星期日至四19:35 - 21:15 星期五至六19:35 - 20:15 |
| 2019年5月13日 | 江西衛視 | 中国   | 每晚19:30-21:00                                 |
| 2019年6月18日 | 東南衛視 | 中国   | 每晚19:35-21:00 连播两集                        |
| 2019年8月23日 | 海峽衛視 | 中国   | 每天9:00-11:00 连播三集                         |

## 故事簡介
電視劇背景在1895年以後的台灣，當時日本人因馬關條約簽署後而佔领了台湾，开始了长达半个世纪的日治台灣時期。台湾新竹中学三位少年周绍祯、庄是耕、林清文反对日本統治，参加了抗日運動，结果遭到日本殖民当局的鎮壓，不得已离开了学校避难。周绍祯、庄是耕、林清文三人在奔波辗转中分别走上了不同的道路。周绍祯來到中國投靠中國共產黨，并加入台湾义勇队(台灣原住民族)开始地下抗战活动。庄是耕則去了日本留学，并考上了帝国大学，成了一名日本军官，结果被当局强征入伍去了战场，身为台灣人的他不愿意為日本效力，於是逃离了日军队伍。林清文则选择当了一名老师，办学传授国学，志在传承中华民族传统文化的火种。直到日军投降，第二次國共內戰爆发，三兄弟再次分离，又投入了新一轮的战斗中。

## 演员表[5]

### 主要演員
| 演員   | 角色                   | 介紹 |
| 劉以豪 | 林清文                 | 林清文面容清秀俊朗，看上去溫厚平和，實則堅韌篤定，心思縝密，天資聰明。他話不多，卻往往一針見血。在長年的生活鬥爭中，他冷靜善斷的智慧漸漸外化，成為所有年輕人當中絕對的核心。 |
| 簡嫚書 | 謝雙美                 | 林清文青梅竹馬的戀人。才貌過人，溫婉賢淑。外表文靜可人，但性格卻很要強。一生經歷過家庭和時代的動蕩變故，始終堅韌不拔，在經歷了與林清文的苦戀與分別之後，最終，她成功幫助林清文、周紹禎和莊是耕離開臺灣，而她自己卻毅然選擇留在臺灣繼續工作，從此與林清文兩岸訣別。 |
| 左小青 | 阿 梅 （配音：崔幗夫） | 林清文的母親。她的一生，充滿了悲情色彩，家庭的壓力，時代的壓抑，生活的困頓，都在她的肩膀上落下了千鈞重擔。她處亂不驚，在接連遭逢劇變，家道中落之時，安頓家人救助鄉鄰，在日本統治者的高壓政策下不卑不亢，在理智與情感的交困中，選擇了家庭與兒女為重，選擇了一生的堅守與忍耐。 |
| 左小青 | 陸敏英                 | 浙西農村貧苦農家的女兒，在最艱苦的歲月裡，帶領一支遊擊隊在共產黨的領導下堅持敵後武裝鬥爭，並且在戰鬥中吸收了林清文和謝雙美等進步的青年。在林清文等新民主主義革命者要遭受反動派迫害的時刻，她又一次挺身而出，鬥智鬥勇，鞠躬盡瘁，用一己之力挽回危局。 |
| 張書豪 | 周紹禎                 | 周家有鄉裡最大的碾米廠，家境殷實。作為周家的小兒子，周紹禎叛逆直率，性格沖動。抗戰期間陰差陽錯奔赴大陸，後經過新四軍介紹舉薦，成為了第一批加入臺灣義勇隊的隊員，沖鋒陷陣，驍勇善戰。光復返臺後，又在林清文的幫助下重返祖國大陸，投身解放戰爭的第一線。 |
| 程予希 | 孟芸華                 | 由於戰爭爆發，同家人一道被日本當局強行遣返回台。是林清文，周紹禎與莊是耕在台北闖蕩時的房東侄女。活潑開朗，眼角眉梢透著靈氣。她隨父親遊歷過內地，見多識廣，各地的方言都略懂一二，成為了身旁男孩子們的國語老師，大家起哄般地稱呼她“小孟先生”，她也樂得接受。莊是耕對孟芸華的深深愛慕，孟芸華卻獨獨喜愛周紹禎。後陰差陽錯隨周紹禎奔赴抗日戰場，歷盡磨難。在轉戰和流亡反復交替的過程中，她犧牲了太多，身心遭受了摧殘，情感上又得而復失。然而，傷痛並沒有壓垮她的精神意誌，光復來臨，嶄新的台灣，嶄新的天地還在等待著她和周紹禎等一代人來建設和開拓，她沒有悲悲切切怨天尤人，在人前，她依舊是那個勇敢堅強，伶牙俐齒，嬌俏可人，敢為人先的“小孟先生”。 |
| 侯彥西 | 莊是耕                 | 家中是江口最大的地主，世代富足。莊是耕是一個理想主義者，執著堅定。歷盡坎坷赴日本讀書，他堅定地認為，求學，學法政，從根本上為臺灣爭取權益，這才是正道。但造化弄人，被日本軍國主義政府送上了前線。後投靠義勇軍，成為一名抗日戰士。1949年隨周紹禎等人返回大陸。 |
| 黃薇渟 | 莊心怡                 | 莊是耕的姐姐，一個獨立聰慧的女孩，但家人把關愛都給了莊是耕，莊心怡並未因此嫉妒，她十分疼愛弟弟，永遠保護著弟弟不受欺負。周紹堂選擇離開家鄉去往台北之後，莊心怡陷入了深深的思念之中。隨著莊家和湖口的相繼巨變，她終於走出了宅門，奔赴台北，追尋她心中的愛情與前程。在日本殖民者殘酷的戰時高壓統治下，她堅守著自己純真的理想與信念，沒有被叛徒利用。幾經沈浮之後，她在重慶與周紹禎重逢，卻已經物是人非。重回台灣之後，她要在復雜的情感糾葛中尋找到屬於自己的出路。 |
| 陳冠寧 | 謝振銘                 | 江口株式會社社長，謝雙美的叔叔。仰仗日本帝國山田議員關係，與松村利吉相互利用、爾虞我詐，最終慘遭殺害。 |
| 姬天語 | 謝夫人                 | 江口株式會社社長謝振銘的夫人，謝雙美的嬸嬸。表面上是位溫柔典雅、高貴端莊的女人，謝振銘對其用情至深，實則為松村利吉派去監視謝振銘的間諜；在愛情、親情、民族使命的相互糾葛下，成為身不由己的悲劇人物 |
| 施名帥 | 周紹堂                 | 周家的大少爺，周紹禎的親哥哥，周紹堂性格沈穩，堪稱家族榮耀，謙遜好學，成績優異，一路赴東京留學，學成在台北就職，前途無量。但實際上，他深受左翼思想影響，對日本人的殖民統治十分抵觸。在台北，他與身邊的進步青年成立了讀書會，傳播進步思想。他和莊心怡是一對青梅竹馬的戀人，一直處在地下戀情的狀態，直到莊家變故，莊心怡前來投奔，兩個人的關系才浮出水面。戰爭爆發後，在殘酷的鬥爭中，他和莊心怡深陷囹圄，然而，兩個人卻因此走上了完全不同的人生道路。 |

### 其它演員
| 演員       | 角色       | 介紹                                     |
| 武子璇     | 林清黛     | 林清文的妹妹                             |
| 尹昭德     | 林漢仁     | 阿梅丈夫，林清文父親，江口田中醫院醫生。 |
| 澀谷天馬   | 松村利吉   | 松村武夫的父亲，江口警署署长             |
| 任洛敏     | 林培公     | 林清文的爺爺                             |
| 与座重理久 | 松村武夫   | 松村利吉之子                             |
| 張萍娟     | 松村夫人   |                                          |
| 高木貞佑   | 三浦       |                                          |
| 張岩       | 莊道榮     | 莊是耕、莊心怡的父親                     |
| 陸建藝     | 莊惟倫     | 莊是耕、莊心怡的爺爺                     |
| 朱海軍     | 趙探長     |                                          |
| 節冰       | 孫縣長     |                                          |
| 賈舒夷     | 桂嫂       |                                          |
| 王岡       | 馮將軍     | 國民黨將軍                               |
| 徐雷智     | 馮志剛     |                                          |
| 馬文波     | 方潤恒     | 涇城縣師爺                               |
| 高爽       | 趙大虎     |                                          |
| 李宏磊     | 吳仁興     | 醫生                                     |
| 張皓森     | 黃保羅     | 教父                                     |
| 劉熙彤     | 春喜       | 評彈女子                                 |
| 羅漩       | 何之萍     | 中共黨員，原文化教員                     |
| 柴堯       | 青木秀夫   | 日軍飛行員，廈門憲兵部副隊長             |
| 杜伶俐     | 曼麗       | 百樂門舞女                               |
| 劉備       | 王巡長     |                                          |
| 沈魚       | 張姐       |                                          |
| 劉傑毅     | 李大個子   |                                          |
| 吳俁倜     | 方恪明     | 國軍連長                                 |
| 王天龍     | 沙副官     | 國軍副官                                 |
| 田灝森     | 田江       | 國軍軍人                                 |
| 阿力瑪斯   | 山田島光   | 日軍少佐                                 |
| 梅寒       | 湯素蘭     |                                          |
| 胡博       | 醉老九     | 廈門人力車夫                             |
| 錢磊       | 安達建一   | 日軍飛行員                               |
| 張宏威     | 長穀川     | 廈門憲兵隊隊長                           |
| 高島       | 藤田中將   | 廈門憲兵隊副隊長                         |
| 王天賜     | 特高科隊長 |                                          |
| 沈雪煒     | 分隊長     |                                          |
| 苗大壯     | 小宋       |                                          |
| 陳平子     | 黑市阿力   |                                          |
| 康軒       | 阿龍       | 國軍軍人                                 |
| 唐孜悅     | 小虎       | 涇城縣居民                               |
| 山崎敬一   | 田中醫生   | 林漢仁醫院醫生                           |
| 李貞佑     | 三浦       | 松村利吉秘書                             |
| 愛莉       | 秀子       | 田中醫生護士                             |
| 吉忠康     | 莫那       | 台灣原住民，莊是耕在夜校的同學           |
| 王沐霖     | 邵玉清     | 讀書會成員                               |
| 孫棟       | 趙裕       | 讀書會成員                               |
| 詹俊林     | 李保長     |                                          |
| 張志偉     | 維持會長   |                                          |

## 电视原声带[6]
| 曲序 | 曲目                   |                          | 作曲             | 演唱           |
| ---- | ---------------------- | ------------------------ | ---------------- | -------------- |
| 1.   | 只是（主题曲）         | 喻江                     | 薩頂頂           | 萨顶顶         |
| 2.   | 记忆中的往事（片尾曲） | 李惠超                   | 顏小健           | 崔子格         |
| 3.   | 划过夜空的繁星（插曲） | 薩頂頂、大冰小屋、王繼陽 | 大冰小屋、王繼陽 | 孟慧圆         |
| 4.   | 红蜻蜓（推广曲）       | 三木露風                 | 山田耕莋         | 李惠超         |
| 5.   | 記憶中的往事（對唱版） | 李惠超                   | 顏小健           | 李惠超、顏小健 |
| 6.   | 悲痛（配樂）           |                          | 齊娜             |                |
| 7.   | 變故（配樂）           |                          | 齊娜             |                |
| 8.   | 不舍（配樂）           |                          | 齊娜             |                |
| 9.   | 複雜的情感（配樂）     |                          | 齊娜             |                |
| 10.  | 光復台灣（配樂）       |                          | 齊娜             |                |
| 11.  | 懷抱祖國（配樂）       |                          | 齊娜             |                |
| 12.  | 深情（配樂）           |                          | 齊娜             |                |
| 13.  | 訴說（配樂）           |                          | 齊娜             |                |
| 14.  | 團圓（配樂）           |                          | 齊娜             |                |
| 15.  | 危機（配樂）           |                          | 齊娜             |                |
| 16.  | 溫暖（配樂）           |                          | 齊娜             |                |
| 17.  | 小欣喜（配樂）         |                          | 齊娜             |                |
| 18.  | 新征程（配樂）         |                          | 齊娜             |                |

## 製作團隊
- 總顧問：張克輝
- 顧問：胡振民、黃志賢、田炳信、陳發奮、潘峰
- 總出品人：胡振民、黃志賢、田炳信、張升、周健
- 總策劃：陳發奮、李曉峰、陳曉榮、張升
- 策劃：王若琨、賀栩模、黃丹
- 監製：張思麟
- 總製片人：張升、宗帥、左小青
- 製片人：李占英
- 導演：崔亮
- 執行導演：劉岩
- 編劇：周晨、周道、袁源
- 攝影指導：劉凱
- 美術指導：何獻科
- 製片主任：李立濤
- 出品公司：江蘇億和影視科技有限公司、九州音像出版公司、橫店影視製作有限公司、內蒙古港澳影業、霍爾果斯捷成世紀文化産業集團有限公司、上海紅圈影業有限公司、上海金禾影視傳播有限公司、光環時代影視文化有限公司、霍爾果斯猛獁天下影業有限公司

## 收视率
| 中国大陆 浙江卫视 首播收视率 |               |             |             |             |           |           |           |           |           |           |                                                      |
| 集數                         | 播出日期      | CSM52城市网 | CSM52城市网 | CSM52城市网 | CSM全国网 | CSM全国网 | CSM全国网 | CSM16省网 | CSM16省网 | CSM16省网 | 備註                                                 |
| 集數                         | 播出日期      | 收視率      | 收視份額    | 排名        | 收視率    | 收視份額  | 排名      | 收視率    | 收視份額  | 排名      | 備註                                                 |
| 1-2                          | 2018年2月22日 | 0.462       | 1.498       | 7           | 0.22      | 0.72      | 12        | 0.183     | 0.526     | 13        |                                                      |
| 3                            | 2018年2月23日 | 0.463       | 1.522       | 7           | 0.19      | 0.64      | 14        | 0.178     | 0.533     | 12        |                                                      |
| 4-5                          | 2018年2月24日 | 0.39        | 1.244       | 8           | 0.21      | 0.68      | 14        | 0.152     | 0.426     | 14        |                                                      |
| 6-7                          | 2018年2月25日 | 0.361       | 1.176       | 10          | 0.17      | 0.56      | 19        | 0.164     | 0.476     | 13        | CCTV-8《幸福有配方》完結，《我的父親我的兵》同日開播 |
| 8-9                          | 2018年2月26日 | 0.481       | 1.574       | 8           | 0.21      | 0.68      | 16        | 0.203     | 0.594     | 10        |                                                      |
| 10-11                        | 2018年2月27日 | 0.45        | 1.479       | 9           | 0.17      | 0.54      | 23        | 0.145     | 0.411     | 17        | 東方、江苏《一路繁花相送》、北京《决胜》完結         |
| 12-13                        | 2018年2月28日 | 0.404       | 1.361       | 10          | 0.2       | 0.67      | 19        | 0.17      | 0.514     | 13        | 東方、北京《美好生活》、江苏《利刃出击》開播         |
| 14-15                        | 2018年3月1日  | 0.436       | 1.46        | 7           | 0.27      | 0.89      | 12        | 暂缺      | 暂缺      | 暂缺      |                                                      |
| 16                           | 2018年3月2日  | 0.307       | 1.068       | 6           | 0.16      | 0.55      | 16        | 0.228     | 0.662     | 7         |                                                      |
| 17                           | 2018年3月3日  | 0.395       | 1.286       | 7           | 0.29      | 0.93      | 9         | 0.225     | 0.636     | 7         | 湖南《談判官》完結                                   |
| 18-19                        | 2018年3月4日  | 0.322       | 1.033       | 9           | 0.18      | 0.57      | 18        | 0.149     | 0.425     | 15        | 湖南《老男孩》開播                                   |
| 20-21                        | 2018年3月5日  | 0.589       | 1.991       | 8           | 0.34      | 1.17      | 12        | 0.323     | 0.961     | 8         |                                                      |
| 22-23                        | 2018年3月6日  | 0.429       | 1.409       | 9           | 0.21      | 0.7       | 17        | 0.217     | 0.629     | 12        |                                                      |
| 24-25                        | 2018年3月7日  | 0.5         | 1.676       | 9           | 0.26      | 0.88      | 15        | 0.241     | 0.702     | 8         |                                                      |
| 26-27                        | 2018年3月8日  | 0.465       | 1.624       | 8           | 0.24      | 0.83      | 15        | 0.179     | 0.53      | 13        | CCTV-1《初心》完結                                   |
| 28                           | 2018年3月9日  | 0.37        | 1.295       | 7           | 0.21      | 0.76      | 11        | 0.123     | 0.361     | 16        |                                                      |
| 29                           | 2018年3月10日 | 0.459       | 1.487       | 6           | 0.23      | 0.75      | 13        | 0.199     | 0.572     | 13        |                                                      |
| 30-31                        | 2018年3月11日 | 0.496       | 1.666       | 7           | 0.21      | 0.76      | 11        | 0.198     | 0.61      | 11        | CCTV-8《我的父親我的兵》完結                         |
| 32-33                        | 2018年3月12日 | 0.519       | 1.804       | 8           | 0.2       | 0.74      | 19        | 0.196     | 0.612     | 11        | CCTV-8《突击再突击》、CCTV-1《沙海老兵》開播         |
| 34-35                        | 2018年3月13日 | 0.473       | 1.623       | 10          | 0.16      | 0.59      | 20        | 0.183     | 0.553     | 13        |                                                      |
| 36-37                        | 2018年3月14日 | 0.444       | 1.559       | 9           | 0.19      | 0.68      | 17        | 0.194     | 0.617     | 11        |                                                      |
| 38-39                        | 2018年3月15日 | 0.408       | 1.393       | 9           | 0.21      | 0.74      | 13        | 0.148     | 0.447     | 15        |                                                      |
| 40                           | 2018年3月16日 | 0.39        | 1.345       | 7           | 0.18      | 0.62      | 15        | 0.144     | 0.428     | 13        |                                                      |
| 41                           | 2018年3月17日 | 0.5         | 1.586       | 4           | 0.18      | 0.57      | 12        | 0.181     | 0.493     | 6         |                                                      |
| 42-43                        | 2018年3月18日 | 0.484       | 1.714       | 8           | 0.18      | 0.71      | 14        | 0.176     | 0.605     | 12        |                                                      |
| 44-45                        | 2018年3月19日 | 0.429       | 1.465       | 9           | 0.18      | 0.64      | 14        | 0.173     | 0.523     | 11        |                                                      |
| 46-47                        | 2018年3月20日 | 0.461       | 1.58        | 10          | 0.2       | 0.7       | 16        | 0.208     | 0.637     | 12        |                                                      |
| 平均收視                     | 平均收視      | 0.447       | 1.5         | 不適用      |           |           | 不適用    |           |           | 不適用    |                                                      |

1. 同时段或交叉时段主要节目：
  - CCTV-1：《初心》／《沙海老兵》
  - CCTV-8：《幸福有配方》／《我的父親我的兵》／《突击再突击》
  - 湖南：《談判官》／《老男孩》
  - 東方：《一路繁花相送》／《美好生活》
  - 北京：《決勝》／《美好生活》
  - 江苏：《一路繁花相送》／《利刃出擊》
2. 数据由广视索福瑞提供，调查范围为四岁以上之观众。
3. 以上收视排名包括央视在内。CSM16省网排名不含央视
4. 收視最低的集數以藍色表示，收視最高的集數以紅色表示
5. 资料来源：卫视这些事儿、TV未知数、卫视走光了、数据狮

## 外部連結
- 豆瓣电影上《台灣往事》的資料 （简体中文）
- OneDream（页面存档备份，存于）「台灣往事 （页面存档备份，存于）」